# Croton organensis
Espèce
Croton organensis est une espèce de plantes à fleurs du genre Croton et de la famille des Euphorbiaceae, présente à l'est du Brésil.
Il a pour synonymes :
- Croton platycladus, Müll.Arg., 1865
- Oxydectes organensis, (Baill.) Kuntze